# Neoamerioppia aelleni
Neoamerioppia aelleni är en kvalsterart som först beskrevs av Sandór Mahunka 1982.  Neoamerioppia aelleni ingår i släktet Neoamerioppia och familjen Oppiidae. Inga underarter finns listade i Catalogue of Life.